# Sminthurus bozoulensis
Sminthurus bozoulensis is een springstaartensoort uit de familie van de Sminthuridae. De wetenschappelijke naam van de soort is voor het eerst geldig gepubliceerd in 1995 door Nayrolles.